# Hydraena casacolumna
Hydraena casacolumna (лат.) — вид жуков-водобродок рода Hydraena из подсемейства Hydraeninae.

## Распространение
Встречаются на Мадагаскаре.

## Описание
Водобродки мелкого размера (около 1,4 мм), удлинённой формы. Основная окраска коричневая. Спина темно-коричневая, голова более темная; ноги светло-коричневые; нижнечелюстные щупики светло-коричневые, дистальная ½ последнего паломера темнее последнего пальпомера. Голова с наличником умеренно плотно пунктирована и микроретикулирована, матовая; пунктировка лба значительно крупнее и плотнее. Отличается от других представителей группы формой метавентральных бляшек, которые удлинены и более широко разделены сзади, чем спереди. Эдеагус довольно узкий и длинный и легко отличим от такового у других представителей группы. Шестой брюшной вентрит у самок густо опушен в задней 1/2, а длинные волоски пятого вентрита отсутствуют в средней 1/4. Взрослые жуки, предположительно, как и близкие виды, растительноядные, личинки плотоядные.

## Классификация
Вид был впервые описан в 2017 году американским энтомологом Philip Don Perkins (Department of Entomology, Museum of Comparative Zoology, Гарвардский университет, Кембридж, США) по типовым материалам с острова Мадагаскар. Включён в состав подрода Monomadraena и видовой группы Hydraena (Monomadraena) acicula.